# Pleospora dichondrae
Pleospora dichondrae är en svampart som beskrevs av Frisullo & U. Braun 1996. Pleospora dichondrae ingår i släktet Pleospora och familjen Pleosporaceae.   Inga underarter finns listade i Catalogue of Life.